# Rade Čakmak
Rade Čakmak, jedan od organizatora i vođa srpske pobune na području zapadne Slavonije. 
Bio je ratni zapovjednik štaba tzv. Teritorijalne odbrane opštine Grubišno Polje, SAO Zapadna Slavonija. Osumnjičenik za ratne zločine protiv civilnog stanovništva i ratnih zarobljenika. 
Živi u Vojvodini (Republika Srbija).